# Can Feliu (Palafrugell)
Can Feliu és una obra de Palafrugell (Baix Empordà) protegida com a Bé Cultural d'Interès Local.

## Descripció
Casa de dues plantes entre mitgeres i tres crugies. Els buits de façana es disposen simètricament. L'eix central l'ocupa un gran portal emmarcat amb grans carreus i amb una llinda monolítica, damunt la qual hi ha una finestra gran també rectangular amb llinda i ampit motllurat. Les altres dues finestres segueixen la mateixa tipologia però són de mides més reduïdes.
El ràfec de la teulada és de filades alternes de rajola i teula. A la llinda de la porta hi ha gravada la data 1729. La composició de la façana s'ha vist alterada per l'obertura d'un finestral i una porta a les crugies laterals.
L'interior ha estat modificat.

## Història
Aquest edifici de la primera meitat del segle xviii vora la cruïlla del carrer Ample amb el carrer de la Font és un dels primers immobles de la urbanització d'un camí que portava a la zona de les hortes situada a migdia dels eixamples de la població. D'aquí sortia l'antic camí a Palamós.